# Georg von Seybold
Georg von Seybold (* 20. März 1832 in Schrobenhausen; † 17. Oktober 1900 in München) war ein deutscher Kunstmaler.

## Leben
Seybold war ein Sohn des Hofrats und Notars Franz von Seybold und seiner Frau Amalie, geb. Claus. Nach dem Abitur am Wilhelmsgymnasium München begann er 1851 das Studium der Rechtswissenschaften an der Universität München, wo er Mitglied des Corps Franconia wurde. Nach wenigen Semestern brach er seine Studien ab und wechselte im Oktober 1852 auf die Kunstakademie München, um sich der Malerei zu widmen. Zeitweilig besuchte er auch die Kunstakademie in Paris. Zu seinen Lehrern zählten Wilhelm von Kaulbach und Thomas Couture. Nach Abschluss seiner Ausbildung erhielt er den Auftrag zur Anfertigung des Freskogemäldes Die Schlacht von Sendling im Bayerischen Nationalmuseum. Später wandte er sich dem bäuerlichen Genre zu.
Seybold starb 1900 in München und wurde auf dem dortigen Südfriedhof beigesetzt.